# Вековно яйце
Вековно яйце, известно още като стогодишно яйце, хилядолетно яйце, консервирано яйце или черно яйце, (на китайски: 皮蛋; pinyin: pídàn; Jyutping: pei4 daan2), е китайски консервиран хранителен продукт и деликатес, приготвен чрез консервиране на яйца от патица, кокошка или пъдпъдък в смес от глинени, пепелни, солени, люти и оризови корпуси в продължение на няколко седмици до няколко месеца, в зависимост от метода на обработка.
По време на процеса жълтъкът придобива тъмнозелен до сив цвят, с кремообразна консистенция и силен аромат поради наличния сероводород и амоняк, докато белтъкът става на тъмнокафяво, полупрозрачно желе със солен аромат. Трансформиращият агент във вековните яйца е алкална сол, която постепенно повишава pH на яйцето до около 9 – 12, по време на процеса на втвърдяване. Този химичен процес разгражда някои от сложните, безвкусни протеини и мазнини, при което се получават различни по-малки ароматни съединения.
Някои яйца имат шарки в близост до повърхността на яйчния белтък, които са оприличени на борови клони, което поражда едно от неговите китайски имена, „яйце с борови шарки“.

## Галерия
- Вековно яйце, покрито с каустична смес от кал и оризова обвивка
- Вековни яйца за продан в Хонг Конг
- Вековно яйце, с шарка имитираща снежни люспи / борови клонки (松花, sōnghuā). Тези модели са дендрити на различни соли.
- Блюдо от Ginza, Токио
- Вековно яйце с оризова кажа
- Розови вековни яйца в Лаос
- Ястие с тофу
- Салата с ягоди